# ألبرت فاغنر
ألبرت فاغنر (بالإنجليزية: Albert Wagner)‏ هو عسكري أمريكي، ولد في 5 سبتمبر 1899 في ميزوري في الولايات المتحدة، وتوفي في 20 يناير 2007.